# Barbosa (São Paulo)
Barbosa é um município brasileiro do estado de São Paulo.

## História
- Fundação: 31 de janeiro de 1960 (65 anos)

Barbosa é um município do estado de São Paulo, fundado oficialmente em 31 de janeiro de 1960. Sua origem remonta a Joaquim Barbosa de Carvalho , que, junto com sua esposa Dona Ricardina , descobriu as terras férteis que mais tarde dariam origem à cidade. As terras eram especialmente boas para o plantio de café, o que atraiu os primeiros habitantes e impulsionou o crescimento da região.[1]
A história de Barbosa tem uma forte ligação com a fé de Dona Ricardina. Ela fez uma promessa a Nossa Senhora Aparecida : caso encontrassem terras férteis, construiriam uma capela em agradecimentos. Com a descoberta das terras, a promessa foi cumprida, e a Capela de Nossa Senhora Aparecida foi erguida, sendo o marco inicial do vilarejo que se formou ao redor dela.[2]
A partir dessa capela, o pequeno povoado começou a crescer, com famílias se estabelecendo na região para trabalhar na agricultura, principalmente no cultivo de café. O desenvolvimento do vilarejo foi impulsionado pela construção de rodovias e pela proximidade do Rio Tietê, que facilitaram o transporte e o escoamento de produtos.
Em 1960, o município de Barbosa conquistou sua emancipação política, tornando-se uma cidade independente. Desde então, a cidade tem preservadas suas raízes históricas e culturais, ao mesmo tempo em que se desenvolve e atrai turistas que visitam a região pelas belezas naturais e pela história que remonta à fé e ao trabalho árduo dos primeiros habitantes.

## Geografia
Localiza-se a uma latitude 21º16'00" sul e a uma longitude 49º56'57" oeste, estando a uma altitude de 386 metros. Sua população estimada em 2010 era de 7.235 habitantes. Possui uma área de 205,131 km².

### Hidrografia
- Rio Tietê

### Rodovias
- SP-425

## Demografia

### População
| Crescimento populacional                             | Crescimento populacional | Crescimento populacional | Crescimento populacional |
| Ano                                                  | População Total          |                          | %±                       |
| ---------------------------------------------------- | ------------------------ | ------------------------ | ------------------------ |
| 1960                                                 | 3 472                    |                          | —                        |
| 1970                                                 | 4 871                    |                          | 40,3%                    |
| 1980                                                 | 5 587                    |                          | 14,7%                    |
| 1991                                                 | 5 379                    |                          | −3,7%                    |
| 2000                                                 | 5 837                    |                          | 8,5%                     |
| 2010                                                 | 6 593                    |                          | 13,0%                    |
| 2022                                                 | 5 640                    |                          | −14,5%                   |
| Est. 2024                                            | 5 659                    | [ 6 ]                    | 0,3%                     |
| Fontes: Censos Demográficos IBGE e Estimativas SEADE |                          |                          |                          |

### Dados demográficos
Dados do Censo - 2022
População Total: 5.640
Densidade demográfica (hab./km²): 27,48 (Censo 2022)
Mortalidade infantil até 1 ano (por mil): 25,97 (Censo 2022)
Expectativa de vida (anos): 79,15
Taxa de fecundidade (Filhos por pessoa) 2.22
Taxa de Alfabetização: 94,00%
Índice de Desenvolvimento Humano (IDH-M): 0,699 
- IDH-M Renda: 0,599
- IDH-M Longevidade: 0,676
- IDH-M Educação: 0,843

(Fonte: IPEADATA)

## Política e administração
Barbosa, município brasileiro, é administrado por dois poderes independentes e harmônicos entre si: o Executivo e o Legislativo. O Executivo é representado pelo prefeito, auxiliado por seu gabinete de secretários, e eleito pelo voto popular para um mandato de quatro anos, com possibilidade de reeleição para um único mandato consecutivo. O Legislativo é representado pela Câmara Municipal, composto por 9 vereadores, eleitos também por sufrágio universal para mandatos de quatro anos.
Histórico de Prefeitos
Barbosa teve diversos prefeitos ao longo de sua história, com destaque para algumas figuras que marcaram a política local. O município foi fundado por João Barbosa de Carvalho, e seu pai, Joaquim Barbosa de Carvalho, é considerado uma figura chave nesse processo de formação política e administrativa.
A lista de prefeitos de Barbosa inclui os seguintes:
- David Abdalla (1960–1964; 1969–1973)
- Ubirajara Barbosa de Carvalho (1964–1969; 1973–1977)
- Paulo Fauzer Ferraz Abdalla (1977–1982)
- Washigton Luís de Carvalho (1983–1988; 1993–1996)
- Jorge Barbosa de Carvalho (1989–1992; 2001–2004)
- Fernando Barbosa (1997–11/04/2000)
- Antonio Reis Miranda (11/04/2000 até 31/12/2000)
- Mário de Souza Lima (2005–2008; 2009–2012)
- João dos Reis Martins (2013–2016)
- Paulo César Balieiro (2017–2020)
- Rodrigo Primo Antunes (2021–2024 e 2025–2028)

As atuais autoridades que ocupam cargos da organização político-administrativa de Barbosa são as seguintes (data: 14 de novembro de 2024):
- Prefeito: Rodrigo Primo Antunes - PSD (2021/2028)[11]
- Vice-prefeito: Késia Garcia Alves - PSD (2025/2028)[11]
- Presidente da Câmara: Claudete Ferraz Parra - PSD

Esses líderes têm contribuído para o desenvolvimento da cidade ao longo dos anos, com foco na melhoria da infraestrutura, na saúde, na educação e na qualidade de vida da população.

## Infraestrutura

### Comunicações
O sistema de telefones automáticos foi inaugurado na cidade em 1981 pela Telecomunicações de São Paulo (TELESP), que também implantou o sistema de discagem direta à distância (DDD) em 1989 com o código de área (0186). Anteriormente a cidade era atendida pela Companhia de Telecomunicações do Estado de São Paulo (COTESP).
Na década de 90 o código DDD da cidade foi alterado para (018), para padronização do sistema telefônico com a telefonia celular que estava sendo implantada em todo o estado.

## Pessoas ilustres
- Alan Carvalho - futebolista

## Religião
O Cristianismo se faz presente na cidade da seguinte forma:
A religião tem uma presença marcante em Barbosa, com diversas manifestações de fé. A Igreja Católica é diretora, pertencendo à Diocese de Lins,  e desempenha um papel importante na comunidade local.
Entre as igrejas protestantes históricas, pentecostais e neopentecostais, encontram-se na cidade: Assembleia de Deus Ministério do Belém e Congregação Cristã no Brasil, que também possuem presença expressiva na cidade.